# Cantón de Froissy
El cantón de Froissy era una división administrativa francesa, que estaba situada en el departamento de Oise y la región de Picardía.

## Composición
El cantón estaba formado por diecisiete comunas:
- Abbeville-Saint-Lucien
- Bucamps
- Campremy
- Froissy
- Hardivillers
- La Neuville-Saint-Pierre
- Le Quesnel-Aubry
- Maisoncelle-Tuilerie
- Montreuil-sur-Brêche
- Noirémont
- Noyers-Saint-Martin
- Oursel-Maison
- Puits-la-Vallée
- Reuil-sur-Brêche
- Saint-André-Farivillers
- Sainte-Eusoye
- Thieux

## Supresión del cantón de Froissy
En aplicación del Decreto n.º 2014-196 de 20 de febrero de 2014, el cantón de Froissy fue suprimido el 22 de marzo de 2015 y sus 17 comunas pasaron a formar parte del nuevo cantón de Saint-Just-en-Chaussée.